# Odkaz sv. Cyrila a Metoda
Odkaz sv. Cyrila a Metoda (magyar jelentése Szent Cirill és Metód üzenete) a Szlovákiai Pravoszláv Egyház szlovák nyelven havonta megjelenő hivatalos lapja. Ukrán és orosz nyelvű változata Zapovit Sv. Kyrila i Metodija címen jelenik meg. Első lapszáma 1955-ben jelent meg. Szerkesztősége Eperjesen van. Korábban Svetlo pravoslávia, valamint Hlas pravoslávia lapcímmel adták ki.